# Oude Synagoge (Erfurt)
De Oude Synagoge  (Duits: Alte Synagoge) in de Thüringse hoofdstad Erfurt is met een ouderdom van meer dan 900 jaar de oudste, nog bestaande synagoge van Europa. De synagoge bevindt zich in de binnenstad van Erfurt op de binnenhof van het huizenblok Fischmarkt–Michaelisstraße–Waagegasse.
Bij de synagoge behoort ook de tijdens bouwwerkzaamheden achter de Krämerbrug in 2007 ontdekte 700 jaar oude mikwe.
In 1998 werd vlak bij de synagoge de schat van Erfurt gevonden. Deze joodse schat telt tot de meest omvangrijke en best bewaarde schatten van de Europese middeleeuwen en wordt sinds oktober 2009 in de synagoge tentoongesteld. Sinds 2023 staan de synagoge, mikwe, het Stenen Huis en de schat op de lijst van het UNESCO-werelderfgoed als Joods-middeleeuws erfgoed van Erfurt.       

## Geschiedenis

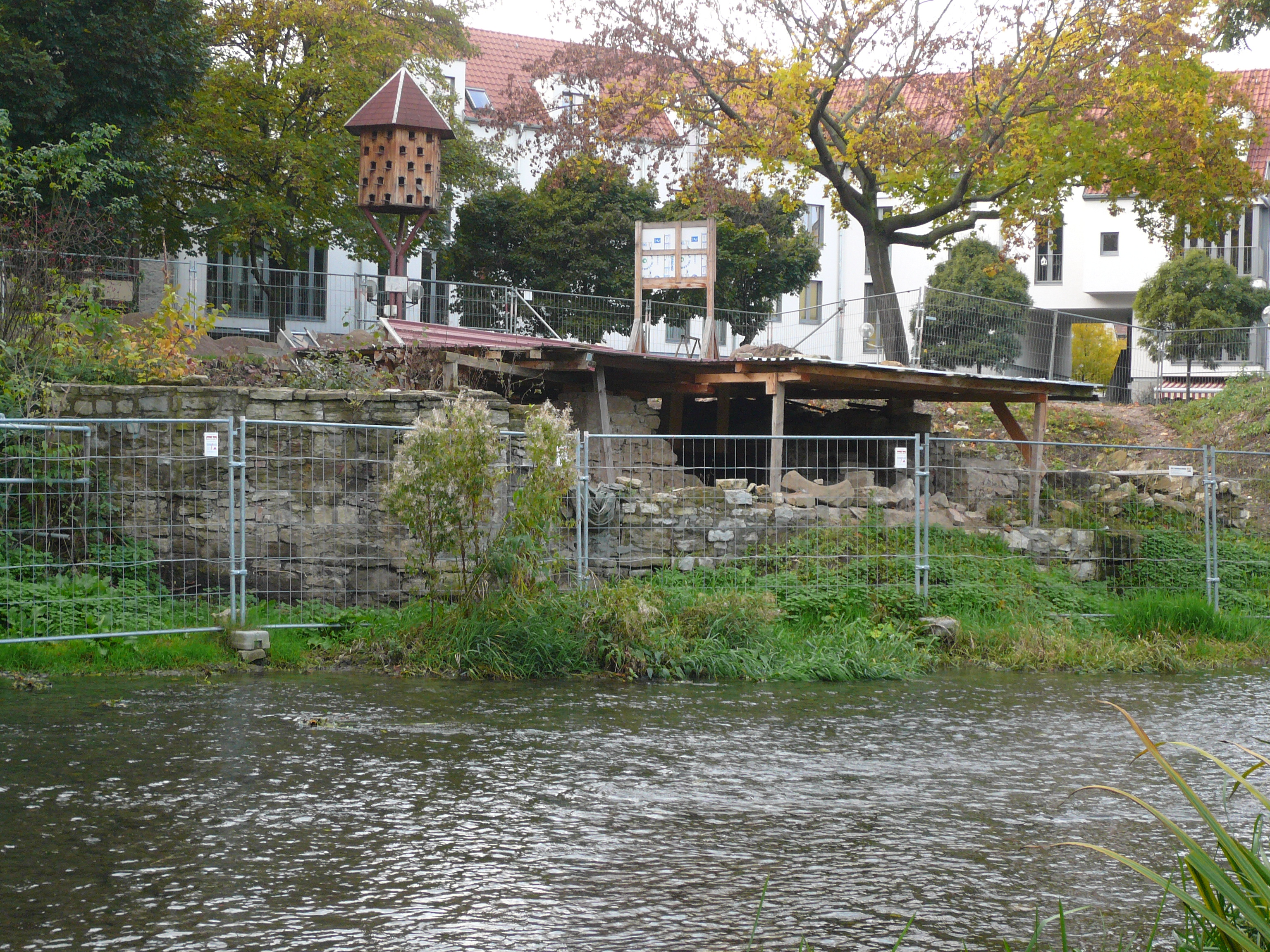
Mikwe

Uit een houtanalyse blijkt dat de oudste bouwdelen van de synagoge uit de tijd van het jaar 1094 stammen. Dit betreft een deel van de westelijke muur. Uit een tweede bouwfase in de 12e eeuw stamt nog een deel van de westelijke muur. Het grootste deel van het bouwwerk dateert uit de tijd rond 1270, toen een representatieve synagoge werd gebouwd. Rond 1300 vond een verbouwing plaats, waarbij de synagoge met een verdieping werd verhoogd en met een aanbouw richting het noorden werd uitgebreid. 
In 1349 brak er een vervolging uit, waarbij de joden van Erfurt werden vermoord. Na de pogrom werd de synagoge als opslagruimte gebruikt. Met de nieuwe bestemming vonden er veranderingen aan het gebouw plaats, o.a. door de inbouw van een tussenverdieping, de bouw van een nieuw dak en de onderkeldering van de voormalige synagoge. In de noordelijke en oostelijke gevel werden poorten ingebouwd. Het gebruik als pakhuis bleef gedurende 500 jaar nagenoeg onveranderd. Tegen het einde van de 19e eeuw werd de synagoge verbouwd tot herberg en danszaal. Later werd in de kelder nog een kegelbaan aangelegd. 
Dankzij de veelvuldige verbouwingen was de synagoge niet meer als zodanig te herkennen en in het geheugen ook niet meer als zodanig bekend, waardoor het gebouw het nazi-regime wist te overleven. Na onderzoek in 1992 werd de bijzondere cultuurhistorische waarde van het gebouw vastgesteld. 

## Huidig gebruik
Kort voor het onderzoek was het gebouw nog aan een investeerder verkocht, die er een horecabedrijf wilde vestigen. In 1998 kocht de stad Erfurt het gebouw echter aan en nadien volgde een renovatie. Op 27 oktober 2009 werd de synagoge als tentoonstellingsruimte voor het joodse leven in Erfurt geopend.   
Met name middeleeuwse voorwerpen uit de geschiedenis van het joodse leven kunnen in de synagoge worden bezichtigd. Documentatie met betrekking tot de bouwgeschiedenis belichten meer aspecten van de geschiedenis van de joodse gemeenschap. Maandelijks worden er door de stad en de Verein für die Geschichte und Altertumskunde von Erfurt zogenaamde Erfurter Synagogenabende georganiseerd met lezingen en muziek.